# پاندارکاوادا
پاندارکاوادا (به انگلیسی: Pandharkaoda) یک منطقهٔ مسکونی در هند است که در بخش یاواتمال واقع شده‌است. پاندارکاوادا ۳۱٬۰۹۴ نفر جمعیت دارد.